# Baird (Texas)
Baird város az USA Texas államában. Lakosainak száma 1479 fő (2020. április 1.).

## Népesség
A település népességének változása:
| Lakosok száma | 1623 | 1496 | 1479 |
|               | 2000 | 2010 | 2020 |